# Eremochloa petelotii
Eremochloa petelotii är en gräsart som beskrevs av Elmer Drew Merrill. Eremochloa petelotii ingår i släktet Eremochloa och familjen gräs. Inga underarter finns listade i Catalogue of Life.